# Zwartstaartbuidelmarter
De zwartstaartbuidelmarter (Dasyurus geoffroii), ook wel westelijke buidelmarter of chuditch genoemd, is een roofbuideldier uit het geslacht der buidelmarters (Dasyurus). De wetenschappelijke naam van de soort werd voor het eerst geldig gepubliceerd door John Gould in 1841.

## Uiterlijk
De zwartstaartbuidelmarter heeft een lichaamslengte van 25 tot 40 cm en een staartlengte van 20 tot 35 cm. Het gewicht varieert van 600 gram tot 2.0 kg. Net als de overige buidelmarters heeft deze soort een bruine vacht met kleine of grotere witte vlekken. De buikzijde is lichter van kleur.

## Leefwijze
De zwartstaartbuidelmarter leeft voornamelijk op de grond, hoewel het een uitstekende klimmer is. Over het algemeen is dit buidelroofdier 's nachts actief en slaapt het overdag in een hol. Dit hol kan uitgegraven worden in de grond of bestaan uit holtes in bomen of rotsen. De zwartstaartbuidelmarter voedt zich voornamelijk met insecten en kleine gewervelde dieren als kikkers, hagedissen, kleine vogels en knaagdieren als de Australische springmuis (Notomys alexis). Daarnaast worden ook aas, vruchten en (in door mensen bewoonde gebieden) afval gegeten. De zwartstaartbuidelmarter is goed aangepast aan eventuele droge omstandigheden, aangezien het lichaam van dit dier slechts weinig water verliest. Dit heeft bovendien als gevolg dat de zwartstaartbuidelmarter slechts weinig hoeft te drinken en veel van het benodigde water reeds binnenkrijgt via zijn prooien.

## Leefgebied
De zwartstaartbuidelmarter bewoonde vroeger ongeveer 70% van Australië en was aanwezig verschillende leefgebieden variërend van woestijn tot bosgebied in alle staten en territoria op het vasteland. Verlies van habitat en competitie van ingevoerde vossen en verwilderde katten hebben ertoe geleid dat dit buideldier tegenwoordig alleen nog leeft in het zuidwesten van de staat West-Australië. De zwartstaartbuidelmarter is nog te vinden in de eucalyptusbossen van Jarrah Forest en de boomsavannes en mallee scrublands van de Wheatbelt Region en de omgeving van Hopetoun.

## In gevangenschap
In gevangenschap is de zwartstaartbuidelmarter alleen in Perth Zoo, Caversham Wildlife Park en Alice Springs Desert Park te zien.
Nieuw-Guinese gevlekte buidelmarter (Dasyurus albopunctatus) · Dasyurus dunmalli† · Zwartstaartbuidelmarter (Dasyurus geoffroii) · Dwergbuidelmarter (Dasyurus hallucatus) · Grote buidelmarter (Dasyurus maculatus) · Dasyurus spartacus · Gevlekte buidelmarter (Dasyurus viverrinus)